# Raionul Tîsmenîțea, Ivano-Frankivsk
Tîsmenîțea (în ucraineană Тисменицький район, transliterat: Tîsmenîțkîi raion) este un raion în regiunea Ivano-Frankivsk, Ucraina. Reședința sa este orașul Tîsmenîțea.

## Demografie
Componența lingvistică a raionului Tîsmenîțea
     Ucraineană (99,51%)
     Alte limbi (0,42%)
Conform recensământului din 2001, majoritatea populației raionului Tîsmenîțea era vorbitoare de ucraineană (99,51%), existând în minoritate și vorbitori de alte limbi.